# Art Eggleton

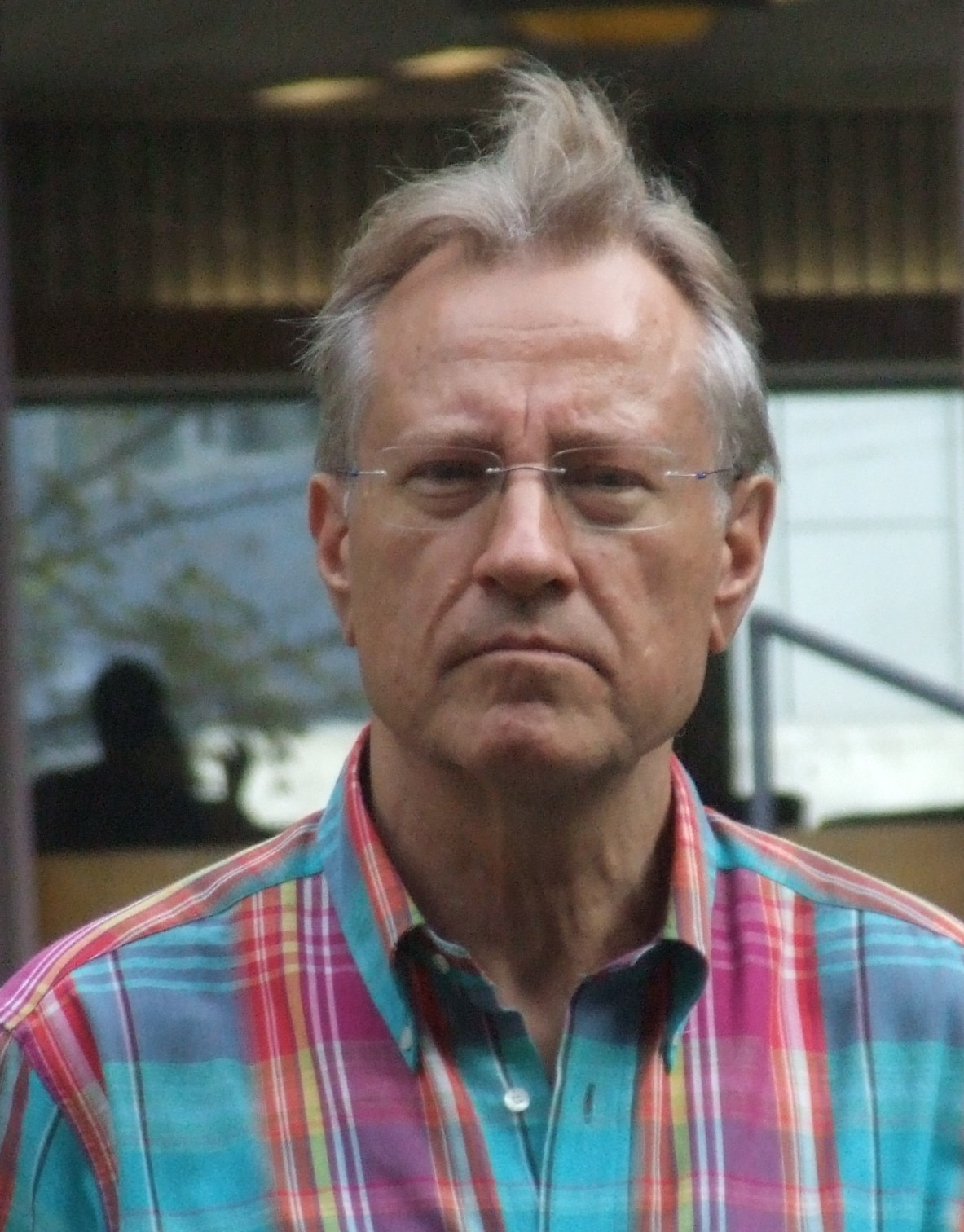
Art Eggleton, 2008

Arthur „Art“ C. Eggleton (* 29. September 1943 in Toronto, Ontario) ist ein kanadischer Politiker. Von 1980 bis 1991 war er der 59. Bürgermeister Torontos. Als Repräsentant der Provinz Ontario war er von 2005 bis 2018 Mitglied des kanadischen Senats. Art Eggleton ist seit dem 16. Oktober 1978 Mitglied der Liberalen Partei Kanadas.

## Biografie

### Stadtrat und Bürgermeister von Toronto
Der gelehrte Wirtschaftsprüfer Eggleton wurde 1969 zum ersten Mal in den Stadtrat von Toronto gewählt. Zunächst galt er als Reformer und wurde 1973 zum Finanzvorstand unter Bürgermeister David Crombie gewählt. Im Laufe der Zeit nahm Eggleton konservativere Positionen an. Für die Liberale Partei Kanadas wurde er am 16. Oktober 1978 als Kandidat einer Nachwahl im Stadtviertel Parkdale aufgestellt, scheiterte allerdings. 1980 trat er gegen den damaligen linken Bürgermeister John Sewell an und gewann die Wahl. Seine Regierung galt generell als entwicklungsorientiert und konservativ. Seine Weigerung, das Gay-Pride-Festival Pride Week zu verkünden, wurde kontrovers aufgenommen. 1985 konnte er sich erfolgreich gegen die Reformerin Anne Johnston durchsetzen, die ihn als Bürgermeister herausforderte. Im Jahr 1991 trat er als der am längsten amtierende Bürgermeister Torontos vom Amt zurück.

### Minister unter Chrétien

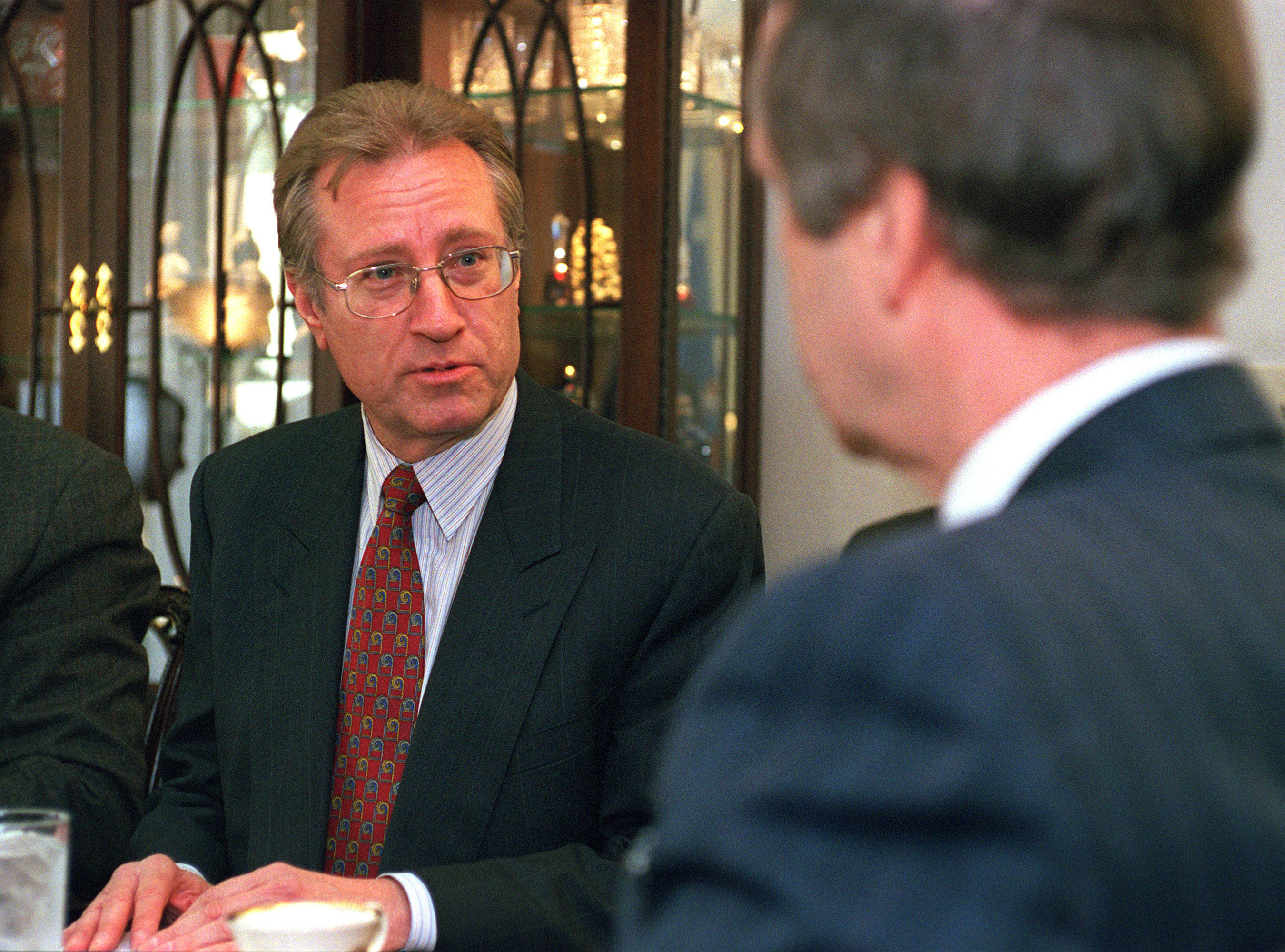
Art Eggleton, 1999

Am 25. Oktober 1993 kandidierte er für York und gewann. Die Wiederwahlen am 2. Juni 1997 und am 27. November 2000 konnte er ebenfalls für sich entscheiden. Premierminister Jean Chrétien berief ihn zum 4. November 1993 in sein Kabinett als Präsident des Finanzministeriums und Minister für Infrastruktur. Diese Ämter hatte er bis zum 24. Januar 1996 inne. Von 25. Januar 1996 bis zum 10. Juni 1997 war er Minister für Internationalen Handel. Vom 11. Juni 1997 bis zum 25. Juni 2002 war er im Kabinett von Chrétien Minister für Landesverteidigung. Er ist Ehrenmitglied der Militärakademie Royal Military College of Canada. 1999 unterstützte Eggleton Kanadas Beteiligung am NATO-Einsatz Operation Allied Force.

### Kritik
Zwei Jahre nach seiner Wiederwahl ins Parlament im Jahr 2000 geriet er in die Kritik, als öffentlich wurde, dass er seiner Ex-Lebensgefährtin Maggie Maier einen staatlichen Auftrag im Wert von 36.500 Dollar erteilte, um über die Posttraumatische Belastungsstörung und die Multiple Chemikalienunverträglichkeit unter den kanadischen Soldaten zu berichten. Diese Abmachung wurde von der Tageszeitung Ottawa Citizen aufgedeckt. Es war in dieser Zeit einer von vielen Skandalen, die liberale Minister betraf. Ein weiterer Fehltritt von Eggleton wurde im Januar 2002 bekannt, als er es in seiner Funktion als Verteidigungsminister unterließ, seine liberalen Kollegen darüber zu informieren, dass die kanadischen Streitkräfte in Afghanistan Personen festnehmen und sie den Vereinigten Staaten von Amerika übergeben. Dies wurde als Kompetenzüberschreitung gewertet. Am 26. Mai 2002 wurde Eggleton infolge dieser Vorkommnisse aus dem Kabinett entlassen.

### Senator
Als Hinterbänkler unterstützte er Paul Martin und nicht mehr den unter starke Kritik geratenen Chrétien. Trotzdem kehrte er nicht mehr in das Kabinett zurück, als Martin im Dezember 2003 zum Premierminister Kanadas gewählt wurde. Am 13. Mai 2004 gab er bekannt, dass er für die Bundeswahlen nicht mehr kandidieren werde und gab den Weg für den liberalen Kandidaten Ken Dryden frei. Am 24. März 2005 wurde er von Paul Martin zum Senator ernannt. Am 28. September 2018 schied Eggleton mit Erreichen der Altersgrenze von 75 Jahren aus dem Senat aus.